# I. A třída Pardubického kraje
I. A třída Pardubického kraje patří společně s ostatními I. A třídami mezi šesté nejvyšší fotbalové soutěže v Česku. Je řízena Pardubickým fotbalovým svazem, hraje se každý rok od léta do jara se zimní přestávkou. Účastní se ji 14 týmů z oblasti Pardubického kraje. Vítězem se stává tým s nejvyšším počtem bodů v tabulce a postupuje do Pardubického krajského přeboru. Poslední dva týmy sestupují do I. B třídy (do skupiny A nebo B). Do Pardubické I. A třídy vždy postupují vítězové skupin I. B třídy (A a B).

## Vítězové

### 1. A třída
| Ročník    | Vítězný tým                               |
| --------- | ----------------------------------------- |
| 2003/2004 | AFK Chrudim "B"                           |
| 2004/2005 | TJ Jiskra Litomyšl                        |
| 2005/2006 | TJ Sokol Živanice                         |
| 2006/2007 | FK Pardubice "B"                          |
| 2007/2008 | FC Titanic Srch                           |
| 2008/2009 | 1. FC Žamberk                             |
| 2009/2010 | SK Chrudim 1887                           |
| 2010/2011 | TJ Slavoj Cerekvice nad Loučnou           |
| 2011/2012 | FK Pardubice "C"                          |
| 2012/2013 | TJ Bítovany                               |
| 2013/2014 | SKP Slovan Moravská Třebová               |
| 2014/2015 | SK Spartak Slatiňany                      |
| 2015/2016 | FC Libišany                               |
| 2016/2017 | TJ Sokol Dobříkov                         |
| 2017/2018 | TJ Luže                                   |
| 2018/2019 | SK Pardubičky                             |
| 2019/2020 | FC Libišany - nedohráno z důvodu Covid-19 |
| 2020/2021 | FC Libišany - nedohráno z důvodu Covid-19 |
| 2021/2022 | FC Libišany                               |
| 2022/2023 | FK Proseč                                 |
| 2023/2024 | SK Zámrsk                                 |
| 2024/2025 | SK Rozhovice                              |